# Merbes-le-Château
Merbes-le-Château (wa. Mierbe) – miejscowość i gmina (commune) w Belgii, w Regionie Walońskim, w prowincji Hainaut, w okręgu Thuin. 1 stycznia 2024 r. liczyła 4171 mieszkańców. Powierzchnia gminy wynosi 30,53 km², a jej gęstość zaludnienia wynosi 137 osób/km².

## Podział administracyjny
W skład gminy wchodzą trzy dzielnice (section):
- Fontaine-Valmont
- Labuissière
- Merbes-Sainte-Marie

## Współpraca
Miejscowość partnerska:
- Bruay-la-Buissière, Francja